# Jens Andersen Beldenak
Jens Andersen Beldenak, (den skallige), född i byn Bröndum, vid Limfjorden, död 20 januari 1537, var en dansk biskop.
Jens Andersen Beldenak var son till en fattig skomakare. Han fick först undervisning i en klosterskola och studerade därefter i Köln och Rom, där han även arbetade i det påvliga kansliet. När han återvände till Danmark fick han anställning vid kungens kansli och utmärkte sig snart för sitt skarpa förstånd, sin vältalighet och sina juridiska kunskaper och blev 1501 biskop över Fyns stift, där han snart råkade i långvariga strider med adeln.
Kung Kristian II anlitade honom ofta för diplomatiska uppdrag och han var 1503 sändebud vid fredsmötet i Lübeck, där han överskred sina instruktioner genom att utlova skadeersättning åt Lübeck för under kriget uppbringade fartyg. Delvis på grund av denna åtgärd anklagades han 1517 av kungen, som begärde en stor skadeersättning, och han satt därefter flera år i fängelse.
Han lyckades emellertid återvinna kungens förtroende och deltog i tåget mot Sverige 1520-1521. Han förmådde genom sina juridiska kunskaper det samlade riksrådet i Gråbrödraklostret i Stockholm, att erkänna kung Kristians arvsrätt till Sveriges krona. Han var även medlem av den domstol, som dömde Sten Sture den yngre med flera för kätteri. Som belöning erhöll han biskopsstolen efter den avrättade biskop Mattias i Strängnäs. Han blev medlem av den regering som efter kung Kristians avresa skulle styra Sverige och bekämpa den av Gustav Vasa ledda frigörelsekampen.
Han deltog i slaget vid Brunnbäcks färja (april 1521). Då han inte drog jämnt med Didrik Slagheck, återvände han till Danmark och blev där fängslad. Han återfick sitt stift 1523 av kung Fredrik men hade fortfarande ett ansträngt förhållande till adeln fram till 1529 då han avstod sitt stift till Knud Gyldenstierne mot ett årligt underhåll och gården Kjærstrup på Taasinge.
Efter några oförsiktiga yttranden om kungen dömdes han 1530 som äreskändare till ärans förlust. 1533 överfölls han på Kjærstrup av Kristoffer Rantzau, bortfördes till Holstein och misshandlades. Efter ett halvår i fångenskap köptes han fri av några släktingar i Lübeck, där han tillbringade sina sista dagar.
Jens Andersen Beldenak uppges vara avbildad på altartavlan i Faaborgs kyrka.